# 이서영 (아나운서)
이서영(1978년 12월 29일~)은 대한민국의 프리랜서 아나운서이자 대학 교수이고 방송인이다. 2019년부터 동양대학교 전임교수로 재직중이다.
신장은 174cm이고 체중은 50kg이며 영화감상과 음악감상과 피아노 연주에 취미가 있고 영어 회화, 프랑스어 회화, 독일어 회화, 골프, 수영에 특기가 있으며 부산에서 출생하였고, 지난날 한때 경상남도 울산에서 잠시 유아기를 보낸 적이 있으며, 1997년에 3년 특별 장학생으로 울산현대여자고등학교를 졸업 후, 같은 해 1997년 경북대학교 인문대학 수석 입학으로, 4년 후 경북대학교 영어영문학과를 나왔고, 이후 서울대 영어영문학과 등을 거쳐 수학하였다. 2009년에 〈설득적 스피치의 메시지 구현 방법에 대한 연구 - 오바마, 케네디, 마틴 루터 킹의 스피치 비교분석〉이라는 논문으로 연세대학교 언론정보대학원에서 방송영상학 석사 학위를 취득하였다. 2017년에 “Enhancing user experience with a conversational agent : Effects of self-disclosure and reciprocity”란 논문으로, 연세대학교 대학원에서 박사 학위를 취득했다. 2017년에 세계인명사전인 'Marquis Who's Who'에 'Marquis Who's Who in the world'에 대한민국 아나운서 최초로 등재되었다.
1999년에 SBS 슈퍼엘리트모델 선발대회에서 4위 및 월드투어상 등을 수상하였으며, 2001년에는 미스코리아 울산 진 및 스타상을 수상하였다.
전직 울산방송 아나운서와 전직 대구방송 아나운서(앵커) 출신이며, SBS 골프, YTN, WOW TV, ETN, MBC ESPN, XPORTS, 동아TV, 국회방송 등에서 프리랜서 아나운서로 활동중이다. 국제 행사 및 대형 컨퍼런스의 영어 MC를 주로 담당한다. 2010년에 대한민국과 인도간에 체결된 CEPA(Comprehensive Economic Partnership Agreement)협정의 '우호의 밤' 공식 행사의 영어 MC와 서울 G20 정상회의에서 전 세계 언론을 대상으로한 외신 기자회견 영어 MC를 담당했다. 미스코리아 선발대회와 SBS 슈퍼모델 선발대회, 세계모델대회 MC를 많이 봐서 '미인 대회 전문 MC'라는 별칭이 있다., 협성대학교 및 국민대학교, 한양대학교, 서울종합예술학교 등에서 광고홍보학과 및 신문방송학과 전공과목 교수를 겸하고 있다. 2011년 한양대학교 겸임 교수를 역임했다. 2010년에 《아나운서 이서영의 스피치불변의 법칙 공감스피치》를 출간하였다.
2012년에 '끌리는 말에는 스토리가 있다' <상대의 마음을 움직이는 최고의 설득전략> 을 출간하였다. 2013년에 국민대학교 겸임교수로 임용됐다. 각종 일간지에 칼럼리스트로'이서영의 이미지 메이킹과 파워 스피치' 칼럼을 기고하고 있다.
2014년에 '예스를 이끌어내는 설득 대화법' <아나운서 이서영의 매력 스피치>를 출간하였다. 2016년에 아나운서 이서영의 '7일만에 끝내는 스피치'를 출간하였다. 2022년 '프로페셔널을 위한 설득 커뮤니케이션'을 출간하였다.

## 경력
- 1999년: SBS 슈퍼모델대회 4위 및 월드투어상
- 2001년: 미스코리아 울산 진(眞) & 스타상
- 2002년 3월: TJB 대전방송 아나운서.
- 2003년 1월: UBC 울산방송 아나운서.
- 2004년 5월: TBC 대구방송 아나운서.
- 2005년 12월: TBC 대구방송 아나운서 퇴사 직후 프리랜서 선언.
- 2006년: SBS 한중 슈퍼모델대회 MC
- SBS 골프, YTN, ETN, MBC 스포츠, 국회방송, 동아TV, 한국경제TV 프리랜서 아나운서
- 2007년: 미스코리아 선발대회 MC, 아시아 모델상 시상식 MC
- 2007년: 동북아포럼홍보대사
- 2008년: LG전자 마케팅 컨퍼런스 영어 MC, SBS 슈퍼모델대회 MC, 아시아모델상 영어MC
- 2009년: 세계모델대회 영어 MC
- 2009년: 청소년홍보대사
- 2009년: 백토홍보대사
- 2009년: 협성대학교 광고홍보학과 전공 교수
- 2010년: 한국 인도 CEPA 협정 INDIA -KOREA 영어 MC
- 2010년: G20 세계정상회담 외신기자회견 영어 MC
- 2010년: 이서영의 사람을 끌어당기는 '공감스피치' 단독 저서 출간
- 2011년: 투르드코리아 홍보대사
- 2011년: 한양대학교 지식경영 CEO 과정 겸임교수
- 2011년: 서울종합예술학교 방송연예과 겸임교수
- 2011년: 국민대학교 정치대학원, 언론정보학과 출강
- 2011년: 22ND WORLD CONGRESS OF DERMATOLOGY 영어 MC
- 2011년: 보령 머드축제 홍보대사
- 2011년: 세계 대구 육상 선수권대회 폐막식 영어 MC
- 2011년: LPGA HANA BANK OPEN 영어 MC
- 2012년: 2012 Global Financial Conference 영어 MC
- 2012년: 2012 Pusan International Motor Show opening 영어 MC
- 2012년: 끌리는 말에는 스토리가 있다 <상대의 마음을 움직이는 최고의 설득전략> 단독 저서 출간
- 2013년: 국민 대학교 정치대학원 겸임교수
- 2014년: '예스를 이끌어내는 설득 대화법'단독 저서 출간
- 2015년: 'Seoul International Congress of Endocrinology and Metabolism' 영어 MC
- 2016년: '7일만에 끝내는 스피치'단독 저서 출간
- 2017년: 세계 인명 사전 "Marquis Who's Who in the world" 등재
- 2018년: Marquis Albert Nelson Lifetime Achievement 알버트넬슨 평생공로상 수상
- 2019년: 세계 인명 사전 "Marquis Who's Who in the world" 등재 및 Marquis Albert Nelson Lifetime Achievement 알버트넬슨 평생공로상 수상
- 2019년: 동양 대학교 전임 교수 임용
- 2023년: 조지메이슨 대학교 겸임 교수

## 수상 경력
- 1999년 슈퍼모델 선발대회 4위, 월드투어상
- 2001년 미스코리아 경남 울산 진, 스타상
- 2017년 'Marquis Who's Who 세계 최고 권위의 인명 사전 「후즈 후 인 더 월드」(Who's Who in the World) 등재
- 2018년 Marquis Who's Who 알버트 넬슨 평생 공로상 수상